# Гералт от Ривия
Гералт от Ривия (на полски: Geralt z Rivii) е главният герой и титулният вещер в цикъла произведения на Анджей Сапковски „Вещерът“. (Вещер е професионален ловец на чудовища, придобил изключителни бойни умения, бързина и сила, както и ограничени магически способности вследствие на изключително опасни и болезнени процедури с магически отвари и билки, целящи да предизвикат мутация.)
След смъртта на баща си (воинът Корин) той и майка му магьосницата Висена живеят в мизерия и недоимък. Поради тази причина, както и поради други скрити мотиви(вероятно подозирайки каква роля ще изиграе Гералт в съдбата на континента) тя дава сина си на вещера Весемир, който го отвежда в крепостта Каер Морхен, където е подложен на редица експерименти. Вследствие на крайно опасни процедури с билки, известни като изпитанието на тревите, където оцеляват само три от десет момчета, Гералт против волята си, бива превърнат във вещер. Младият Гералт се отличава със забележителна толерантност към процеса, което позволява да бъде подложен на допълнителни експерименти и да му бъдат дадени още повече мутации, от които косата му побелява. В поредица от три сборника с разкази и шест романа на полският фентъзи писател Анджей Сапковски той се сражава с най-свирепите чудовища, магьосници и владетели на своя свят – василиски, вампири, кикимори, стриги. Приключенията му са изпълнени с опасности, хумор, философия. Често негов спътник е известният трубадур Дендалиън – познавач на женските прелести, певец и поет, неподправен шегаджия.